# Belmonte Piceno
Belmonte Piceno (im lokalen Dialekt: Vermonte) ist eine italienische Gemeinde (comune) mit 562 Einwohnern (Stand 31. Dezember 2023) in der Provinz Fermo in der Region Marken. Die Gemeinde liegt etwa 16 Kilometer westsüdwestlich von Fermo an der Tenna.
In der Ortschaft wurde ein bedeutendes eisenzeitliches Gräberfeld gefunden. Die dortigen Prunkbestattungen sowie vier Inschriftenstelen in südpicenischer Sprache belegen, dass sich hier im späten 7. und im 6. Jahrhundert ein Zentrum der picenischen Kultur befand. Zu den bedeutenden Funden zählt ein 2018 entdecktes Kästchen aus Elfenbein, in das Figuren aus Bernstein mit der Darstellung griechischer Mythen eingearbeitet sind.